# 何瑞元
何瑞元（1951年7月11日—），生於美國俄亥俄州代頓，德裔美國人，移民台灣，擁有中華民國國籍，現職為台灣國際地位的自由研究者，現居台北市，為美屬台灣群島方案理論發起人。1975年到台灣學習中文，1989年元月與留學日本、專業旅館經營的陳燕銀結婚，成為台灣女婿。到台灣初期以教授英語為主，並出版許多英語、美語教材；並曾在《青年戰士報》刊登〈外籍人士心目中的蔣總統〉一文。1994年何瑞元號召成立了「台灣外籍配偶人權促進會」並擔任會長。由於何瑞元身為外籍新郎，在為台灣日益遽增的外籍配偶捍衛權益與爭取工作權、居留權與永久居留權的事務上擁有一定的專業知名度。

## 台灣美屬理論之啟蒙
到目前為止，可以參考的文獻有兩種說法：
1. 1999年，當時51俱樂部成員黃育旗以半開玩笑的口氣向何瑞元說：「台灣好像是您們美國的土地。」當時何隨即回答：「怎麼可能？別亂說，不可能啦！」黃繼續以半開玩笑的方式向何說：「反正您閒著沒啥事，不妨找時間研究一下。」[1][來源可靠？討論]。
2. 據蘇南成智庫前副執行長蕭惟仁的文章記載是：一位住在拉斯維加斯的美國年輕軍官Jeffrey Geer首先發現，何氏再加以研究。

### 理論及活動
2003年中，何瑞元大致整理出了一套思維邏輯；依照何瑞元的推論，台灣的地位有如早年尚未成立自己「平民政府」（Civil Government）的關島、波多黎各、古巴、菲律賓群島一般；台灣人有權要求美國核發「國民護照」，並要求美國憲法的保護與照顧。何氏認為：「所有的法理基礎都站在同一邊；由於美國的失職，剝奪了台灣二千多萬人受美國憲法保護的權利，這是美國有史以來最大的醜聞！」在此同時出了一本《解開台灣地位之謎底》網路版The Riddle of Taiwan Status: A Comprehensive Explanation。過了幾年改名為《擺脫中國人打壓，走上自己的自由路》 Get Out of the Chinese Pressure Cooker, and Find Your Own Way to Live with Freedom
，首先透過黃育旗在台派圈子到處找人辯論；並與王雲程藉由《海洋台灣》網站宣傳，51俱樂部的成員在外獨會等其他獨派網站介紹何瑞元的美屬台灣群島方案。

- 2003年8月24日，何在《中時晚報》披露了他的觀點[3]。
- 2003年9月8日，《新台灣新聞周刊》發表專文報導台灣主權地位的研究者何瑞元與沈建德。該文諷刺，部分統派媒體以十分中立的媒體立場對待美國人何瑞元，卻置之不理、醜化污名台灣獨派人士沈建德的刻苦研究[4]。
- 2003年9月18日，何瑞元接受了《新台灣新聞周刊》的專訪[5]。
- 2004年12月6日又接受了新台灣新聞周刊的專訪[6]。
- 2004年12月24日，在建國廣場負責人傅雲欽的廣播節目中，何瑞元與之辯論；到最後何說不下去、欲以聲音壓傅，然傅亦強硬；雙方無交集。
- 除了在台灣到處找獨派團體辯論要求認同與支持，同時何瑞元也將他的理論延伸到國際學術舞台，把他的研究論文《了解舊金山和平條約對台灣、澎湖之處置》Understanding the San Francisco Peace Treaty's Disposition of Formosa and the Pescadores英文版寄去美國哈佛大學，哈佛大學將何瑞元的研究論文刊登在哈佛大學的亞洲季刊2004年秋季版[7]。

## 個人著作
1. 《見山不是山》 （1980年 皇冠出版）
2. 《見山又是山》（1980年 皇冠出版）
3. 《老外與臭豆腐》（1980年 皇冠出版）
4. 《鷹的傳人》 （1981年 皇冠出版）
5. 《洋洋奇觀》 （1981年 皇冠出版）
6. 《下海與上陸》（1982年 皇冠出版）
7. 《美國式接觸》 （1984年 皇冠出版）
8. 《察眼觀色》 （1985年 皇冠出版）
9. 《山姆叔叔吃皮蛋》 （1986年 皇冠出版）
10. 《洋和尚取經》 （1988年 皇冠出版）
11. 《Harmony in Conflict: Active Adaptation to Life in Present-day Chinese Society》（1988年 敦煌書局出版）
12. 《何瑞元話中國》 （1989年 允晨文化出版）
13. 《開洋腔》 （1991年 皇冠出版）
14. 《當英文碰上中文》 （2000年出版 知遠文化總經銷）
15. 《解開臺灣地位之謎底》
16. 《台美關係關鍵報告》  （2005年4月出版，展智圖書總代理；與林志昇合著。）
17. 《美國軍事政府佔領下的台灣》 （2005年10月出版，展智圖書總代理；與林志昇合著。）
18. 《台灣最終地位【一】》 （2008年4月出版，台灣平民政府新聞署發行；展智圖書總代理，與林志昇合著。）
19. 《台灣最終地位【二】》 （2009年8月出版，台灣平民政府新聞署發行；展智圖書總代理，與林志昇合著。）
20. 《台灣最終地位【三】》 （2009年5月出版，台灣平民政府新聞署發行；展智圖書總代理，與林志昇合著。）
21. 《新台灣論》（2011年2月出版，台灣平民政府新聞署總代理，與林志昇合著。）
22. 《台美混血兒奮戰記：從武術找到幸福》（2017年4月草根文化出版，與陳燕銀、何岸榮合著。）

## 外部連結
- 何瑞元的聲明 （页面存档备份，存于）
- 何瑞元 - 香港影庫 （页面存档备份，存于）
- https://www.facebook.com/profile.php?id=100000261742741